# Правило 34
Правило 34 — Поширений мем про те, що в Інтернеті існує порнографічна інтерпретація на будь-яку тему. Формулювання «правила» таке:

Якщо щось існує, то про це вже є порно. Жодних винятків.
Оригінальний текст (англ.)
If it exists, there is porn of it. No exceptions.

Мем про «правило 34» з'явився з коміксу 2003 року, який має назву «Правило #34 Про все є порно. Жодних винятків», який був намальований Пітером Морлі-Сутером (Peter Morley-Souter), для передання шоку від побаченої порнопародії на комікс «Кельвін і Гоббс». Морлі опублікував свій комікс на сайті Zoom-Out в 2004 році. Чому правило має номер 34 невідомо. Ймовірно, це референція до переліку правил, раніше опублікованих на іміджборді 4chan.
«Правило 34» було придумано британцем Пітером Морлі-Саутером (Peter Morley-Souter). Пітер був шанувальником комікса «Кельвін і Гоббс» і разом із сестрою Розою малював власні комікси, зазвичай засновані на їхньому повсякденному житті: зазвичай Пітер вигадував гумористичну ідею, а Роза малювала вигадане. У 2003 році друг надіслав 16-річному Пітеру електронною поштою порнопародію на «Кельвіна і Гоббса» — у ній заголовні герої коміксу займалися сексом із матір'ю Кельвіна. Пітер, за власними спогадами, був «глибоко травмований» побаченим. Він знав, що в Інтернеті є маса порнографії, але не міг уявити, щоб вона існувала на таку невинну тему, як «Кельвін і Гоббс», і дійшов висновку, що в Інтернеті є порно-версія «всього». Однопанельний комікс, який Морлі-Саутер опублікував 2004 року через сайт для безоплатного хостингу картинок, зображував самого Пітера, який у приголомшенні сидить з роззявленим ротом перед екраном комп'ютера. Сам малюнок був примітивним і не здобув популярності, але підпис про «Правило 34» перетворився на інтернет-мем.
«Правило 34» було заднім числом включено до гумористичного нумерованого переліку «Правил Інтернету», складеного близько 2006 року; його опублікували в сатиричній вікі-енциклопедії Encyclopedia Dramatica, що описує культуру іміджборд та інтернет-меми. Більш розвинену версію цього списку, що також містить Правило 34, пізніше опублікували на популярному іміджборді 4chan як своєрідний посібник із мережевого етикету — нормам спілкування на 4chan і в мережі загалом. Авторство цієї версії приписували адміністратору 4chan Крістоферу Пулу; сам Пул, утім, стверджував, що запозичив «Правила Інтернету» зі спільноти Gaia Online. За аналогією з Правилом 34 у списку Правил Інтернету з'явилося і ще кілька схожих правил з подібними номерами:
- «Правило 35: Якщо немає порно, його зроблять»[7];
- «Правило 36: Завжди буде більше тупого лайна, ніж те, що ви щойно бачили»[7];
- «Правило 63: Для кожного чоловічого персонажа існує жіноча версія цього персонажа і навпаки»[8]. У 2011 році автори книги A Billion Wicked Thoughts Огас і Гаддам зазначали, що Правило 34 сприймається в тогочасному онлайн-середовищі — блогах, на YouTube, у Twitter, соціальних мережах — як таке собі «священне знання»[4][5].

«Правило 34» відображає стан Інтернету в 2000-х роках. У 2016 році журналістка Washington Post Кейтлін Дьюї зазначала, що за минулі з часів веб-коміксу Морлі-Саутера роки і Інтернет, і порноіндустрія змінилися. На початку 2000-х років із поширенням домашніх комп'ютерів і досить швидкого підключення до інтернету безліч нових користувачів Інтернету відкривали для себе всесвітню мережу; вони шукали порнографію на будь-які можливі теми і — з розквітом перших блогів і домашніх сторінок — самі публікували порнографічні малюнки на будь-яку тему. Це означало, що порнографія в мережі виходила з безлічі джерел і була надзвичайно різноманітною. До кінця 2000-х років інтернет-порноіндустрія консолідувалася навколо сайтів-«тьюбів» на кшталт XVideos і Pornhub, створених за образом і подобою YouTube, які агрегують порнографію з безлічі різних джерел; тоді як піратство зробило комерційно невигідною діяльність дрібних виробників порноконтенту, система тегів і політики адміністрування «тьюбів», що виносять на перші місця одні види контенту і приховують інші, змінила саме те, як користувачі Інтернету шукають і сприймають порнографію в мережі.